# Simulierte Körperflüssigkeit
Eine simulierte Körperflüssigkeit (engl.: Simulated body fluid, Abk.: SBF) ist eine Lösung mit einer Ionenkonzentration ähnlich der von menschlichem Blutplasma, wobei dieselben Bedingungen herrschen wie beispielsweise der gleiche pH-Wert und die gleiche physiologische Temperatur. SBF wurde anfangs von Kokubo et al.  entwickelt, um die Änderungen auf einer Oberfläche einer bioaktiven Glaskeramik auszuwerten.

## Anwendungen

### Oberflächenmodifizierung von metallischen Implantaten
Für künstliches Material zur Bindung an lebenden Knochen ist die Bildung einer Apatitschicht auf der Oberfläche eines Implantats von großer Bedeutung. Die SBF kann als ein in vitro Prüfverfahren verwendet werden, um die Bildung der Apatitschicht auf der Oberfläche von Implantaten zu erforschen und somit die in vivo Knochenbioaktivität vorauszusagen. Der Verbrauch an Calcium- und Phosphat-Ionen, in der SBF-Lösung, führt zu spontanem Wachstum von knochenartigen Apatit Kernen auf der Oberfläche von Biomaterialien in vitro. Deshalb gilt die Apatitbildung auf der Oberfläche von Biosubstanzen, getränkt in der SBF-Lösung, als eine erfolgreiche Entwicklung von neuen bioaktiven Materialien. Die SBF-Technik für Oberflächenänderung von metallischen Implantaten ist normalerweise ein aufwändiges Verfahren, da dabei der Erhalt von einheitlichen Apatitschichten auf Substrate mindestens sieben Tage mit der täglichen Auffrischung der SBF-Lösung in Anspruch nimmt. Eine weitere Methode für die Verringerung der Beschichtungszeit ist die Calcium- und Phosphat-Ionen in der SBF-Lösung zu konzentrieren. Erhöhte Konzentrationen von Calcium- und Phosphat-Ionen in der SBF-Lösung beschleunigt den Beschichtungsprozess und eliminiert dabei in der Zwischenzeit die Notwendigkeit einer regelmäßigen Auffüllung der SBF-Lösung.

### Gentherapie
Es wurde versucht, die Anwendung des SBF in der Gentherapie zu untersuchen. Die Calcium-Phosphat-nanopartikel, erforderlich für die Lieferung von Plasmid DNA (pDNA) im Kern der Zellen, wurden in einer SBF-Lösung synthetisiert und mit pDNA vermischt. Dabei zeigten die in vitro Studien höhere Genlieferungs-Leistungsfähigkeit für die calcium-phosphate/DNA Komplexe, hergestellt durch die SBF-Lösung als die, die im reinen Wasser hergestellt wurden (zur Kontrolle).